# Pamphlebia diserta
Pamphlebia diserta là một loài bướm đêm trong họ Geometridae.